# Tangara à miroir jaune
Thraupis abbas
Espèce
Statut de conservation UICN

 LC  : Préoccupation mineure
Le Tangara à miroir jaune (Thraupis abbas), aussi appelé Tangara à ailes jaunes ou Tangara abbé, est une espèce d'oiseaux de la famille des Thraupidae.
Il mesure environ 18 cm de long et se caractérise par les plaques jaunes sur ses ailes vert foncé.

## Répartition
On le trouve sur le golfe du Mexique et les côtes des Caraïbes entre les États de Veracruz et l'extrême sud de San Luis Potosi au Mexique en passant par la péninsule du Yucatán au Nicaragua et sur la côte Pacifique de l'État mexicain du Chiapas au Honduras.
Il est généralement relativement commun dans toute cette zone.